# Kalamatianós
La dansa kalamatianós és una de les danses tradicionals més conegudes de Grècia. És pan-hel·lènica i es balla en la majoria d'esdeveniments socials. El nom sembla indicar un origen a la ciutat de Calamata, al sud del Peloponès. Té elements en comú amb moltes altres manifestacions de dansa de la Península Balcànica. Utilitza sempre un patró rítmic de set temps organitzats de forma 3+2+2. Es balla, doncs, en música amb un cas concret de ritme aksak.

## Història
Les seves arrels ja es troben a l'antiguitat. Homer a la Ilíada ja descriu unes danses interpretades en cercle obert. A l'antiga Esparta hi havia una dansa anomenada ormos que era una dansa en l'estil del syrto que descriu amb detall Xenofont en la qual una dona condueix un home a la dansa utilitzant un mocador. Loukianos estableix que aquest "ormos" era ballat per homes i dones joves en cercle obert. Els homes l'haurien ballat de manera més enèrgica i les dones de forma més suau.
Al segle xix aquesta dansa s'anomenava "Syrtos O peloponisios" i no hauria estat fins més tard que hauria adquirit el nom actual, en sintonia amb el costum de Grècia d'anomenar les danses en relació als seus llocs d'origen. Les cançons a ritme de Kalamatianos són molt esteses i populars. Algunes de les més conegudes són Samiotissa, Mandili Kalamatiano, Milo Mou Kokkino, To Papaki, Mou Pariggile To Aithoni, Diamandi Dachtilidi, Ola Ta Poulakia, etc.

## Text
Milo Mou Kokkino una cançó tradicional en ritme de kalamatianós provinent de Macedònia occidental.
Μήλο μου κόκκινο, ρόιδο βαμμένο (x2)

Γιατί με μάρανες το πικραμένο

Παένω κ’ έρχομαι μα δεν βρίσκω (x2)

Βρίσκω την πόρτα σου μανταλομένη

Τα παραθυρούδια σου φεγγοβολούνε (x2)

Ρωτάω την πόρτα σου, που πάει η κυρά σου

Κυρά μ’ δεν είναι ‘δώ, πάησε στην βρύση (x2)

Πάησε να βρει νερό και να γεμίσει

### Transcripció
Milo mu kokkino, roido vameno,

yiati me maranes, to pikrameno.

Paeno kerhome, ma den se vrisko

vrisko tin porta su mandalomeni.

Ta parathiroudia su fengovolune

rotao tin porta su, pu pai i kira su

Kiram den ine edo, paise stin vrisi

Paise na vri nero ke na yemisi.